# إمري بالي
إمري بالي ( (بالألمانية: Imre Paul)‏ (من مواليد 6 نوفمبر 1909 ، تاريخ الوفاة غير معروف) هو لاعب كرة يد مجري شارك في الألعاب الأولمبية الصيفية لعام 1936 .
كان جزءًا من فريق كرة اليد المجري، الذي احتل المركز الرابع في البطولة الأولمبية.

## وصلات خارجية
- إمري بالي على موقع أوليمبيديا (الإنجليزية)
- إمري بالي على موقع اللجنة الأولمبية المجرية (الهنغارية)